# ساقی ۱۳۵۴۳
سیارک ۱۳۵۴۳ (به انگلیسی: 13543 Butler، نامگذاری:1992AO2) سیزده هزار و پانصد و چهل و سومین سیارک کشف شده‌است که در ۲ ژانویه ۱۹۹۲ کشف شد.
قدر مطلق سیارک برابر ۲۴.۵ است.